# Kuba-Axt
Die Kuba-Axt ist eine afrikanische Axt. Afrikanische Äxte wurden in verschiedenen Ländern und von verschiedenen Ethnien Afrikas als Kriegs-, Jagd-, Kultur- und Standeswaffe entwickelt und genutzt. Die jeweilige Bezeichnung der Waffe bezieht sich auf eine Ausprägung dieses Waffentyps, die einer bestimmten Ethnie zugeordnet wird.

## Beschreibung
Die Kuba-Axt hat eine beilförmige, einschneidige Klinge. Die Angel ist verhältnismäßig breit und mit Hilfe von drei Metallbolzen im Schaft befestigt. Am hinteren Ende ist die Angel umgeschlagen, um sie zusätzlich zu sichern. Der Schaft besteht aus Holz und ist keulenförmig. Die Kuba-Axt wird von der Ethnie der Kuba benutzt.